# تحقیق در اوضاع اقتصادی دول معظم
تحقیق در اوضاع اقتصادی دول معظم کتابی از محسن عزیزی است که در سال ۱۳۳۴ منتشر و برندهٔ جایزه کتاب سال سلطنتی شد.